# Pál Kitaibel

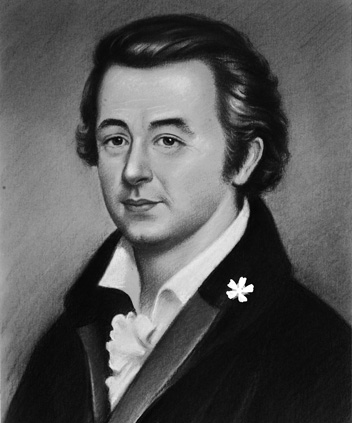
Pál Kitaibel (1757–1817)

Pál Kitaibel (auch Paul Kitaibel oder Paulus Kitaibelius; * 3. Februar 1757 in Nagymarton (Ungarn), heute Mattersburg; † 13. Dezember 1817 in Budapest) war ein ungarischer Botaniker, Arzt und Chemiker. Sein offizielles botanisches Autorenkürzel lautet „Kit.“

## Werdegang
Kitaibel besuchte das Gymnasium in Sopron (Ödenburg), das Lyzeum in Győr (Raab) und ging um 1780 an die Universität nach Ofen, um nach erfolglosen Versuchen in den Fächern Jura und Theologie schließlich Medizin zu studieren. Weiterhin studierte er dort Chemie und Botanik. Nach dem Tod seines Förderers Professor Jacob Joseph Winterl im Jahre 1809 übernahm Kitaibel dessen Lehrstuhl und lehrte diese zwei Disziplinen 1794 in Pest, wo er auch Direktor des Botanischen Gartens war. 1804 wurde er zum korrespondierenden Mitglied der Göttinger Akademie der Wissenschaften gewählt.
Im Zeitraum von 1795 bis 1815 erforschte er auf insgesamt 16 Reisen durch Ungarn die Pflanzenwelt. Bei seinen Untersuchungen arbeitete der Forscher interdisziplinär, was ihm in Ungarn die Bezeichnung eines „homo universalis der Wissenschaft“ eintrug. Nach schwerem Leiden starb er am 13. Dezember 1817.
Außer Arbeiten über die Flora und die Hydrographie von Ungarn entdeckte er das Tellur fast gleichzeitig mit Franz Joseph Müller von Reichenstein (1740–1825).

## Ehrungen
Die Pflanzengattung Kitaibela Willd. aus der Familie der Malvengewächse (Malvaceae) ist nach ihm benannt worden. Im September 2021 wurde ein Asteroid nach ihm benannt: (469773) Kitaibel.

## Werke
- Zusammen mit Franz Adam von Waldstein-Wartenberg (1759–1823) ist er der Hauptautor von Francisci comitis Waldstein: Descriptiones et icones plantarum rariorum Hungariae (M.A. Schmidt, Wien, drei Bände 1802–1812; Folio (465 × 332 mm)).
- Hydrographica Hungariae. Praemissa auctoris vita. Edidit Joannes Schuster. Pest, J.M. Trattner de Petróza, 1829. 2 Auflagen.
- Kurze Analyse des Szalatnyaer Mineralwassers.